# Pedaliera

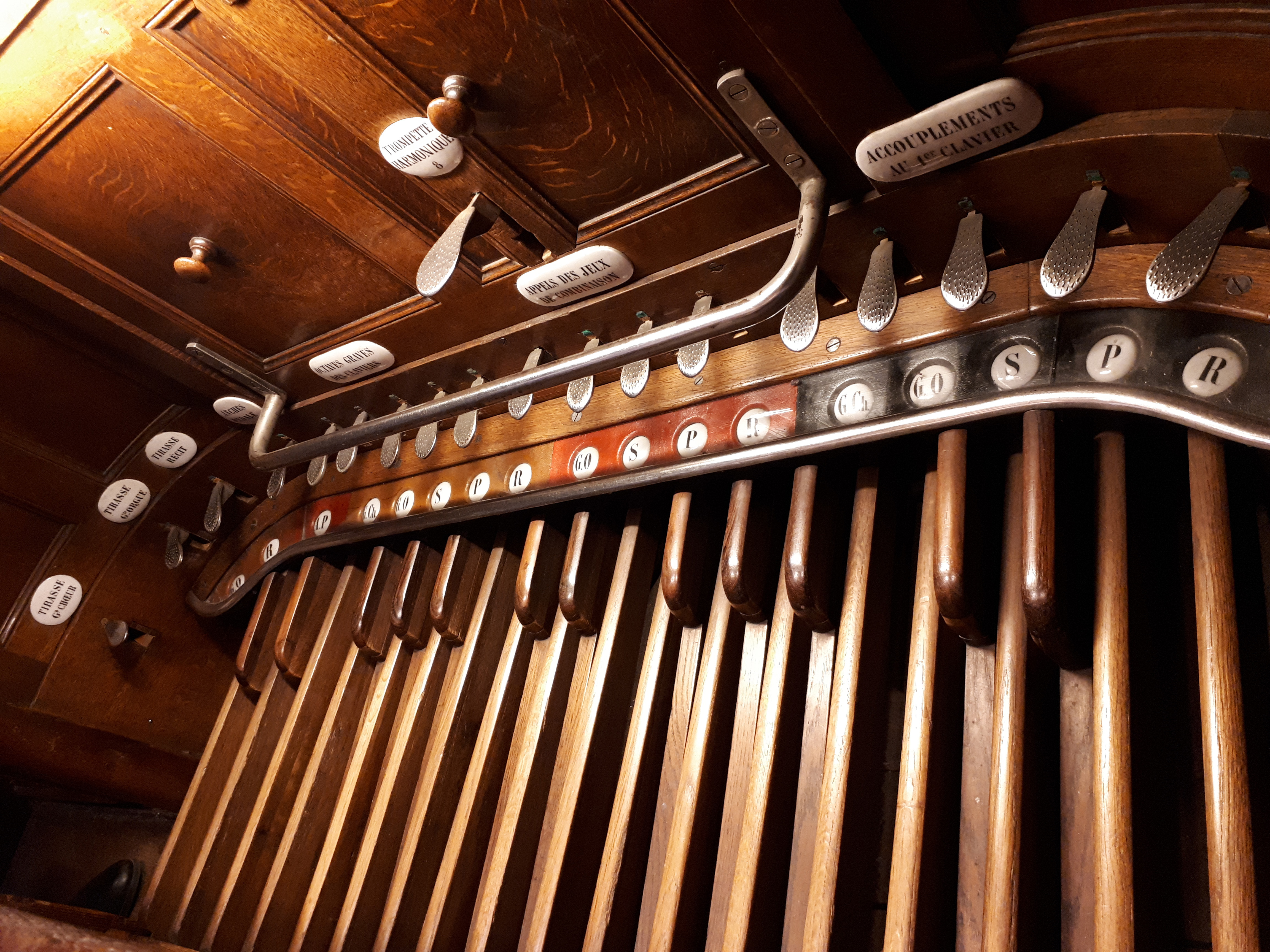
La pedaliera dell'organo maggiore della chiesa di San Sulpizio a Parigi.

La pedaliera è una tastiera che si mette in atto con i piedi ed è usata di solito per suonare la parte più grave di un pezzo, anche se, all'organo, non mancano esempi di melodie nelle parti acute affidate al pedale. La pedaliera è tipica dell'organo a canne e dell'organo Hammond e simili, anche se si può trovare in alcuni clavicembali, pianoforti e clavicordi.

## Storia
Esempi di pedaliera sull'organo sono noti già durante il periodo romano, precisamente intorno al  I secolo a.C., più precisamente questo dopo di pedaliera non presentava alterazioni ad eccezione del SIb. La pedaliera come la conosciamo oggi nasce però nel Rinascimento, a causa della necessità da parte dell'organista, per accompagnare i canti polifonici, di tenere le note del basso senza per questo dover lasciare la mano sinistra costantemente all'estremo della tastiera senza possibilità di suonare altro che il basso. All'inizio la pedaliera aveva soltanto dodici tasti e andava dal Do al Si. Sempre in quel periodo si sviluppò la cosiddetta ottava corta o ottava in sesta (perché la prima ottava viene ridotta in una sesta), applicata sia alle tastiere che alle pedaliere, che aveva un'estensione di sei note. Le tre combinazioni più frequenti erano (come ordine di tasti, non come suono reale):
- do - do diesis - re - mi bemolle - mi - fa;
- re - mi bemolle - mi - fa - fa diesis - sol;
- mi - fa- fa diesis - sol - sol diesis - la.

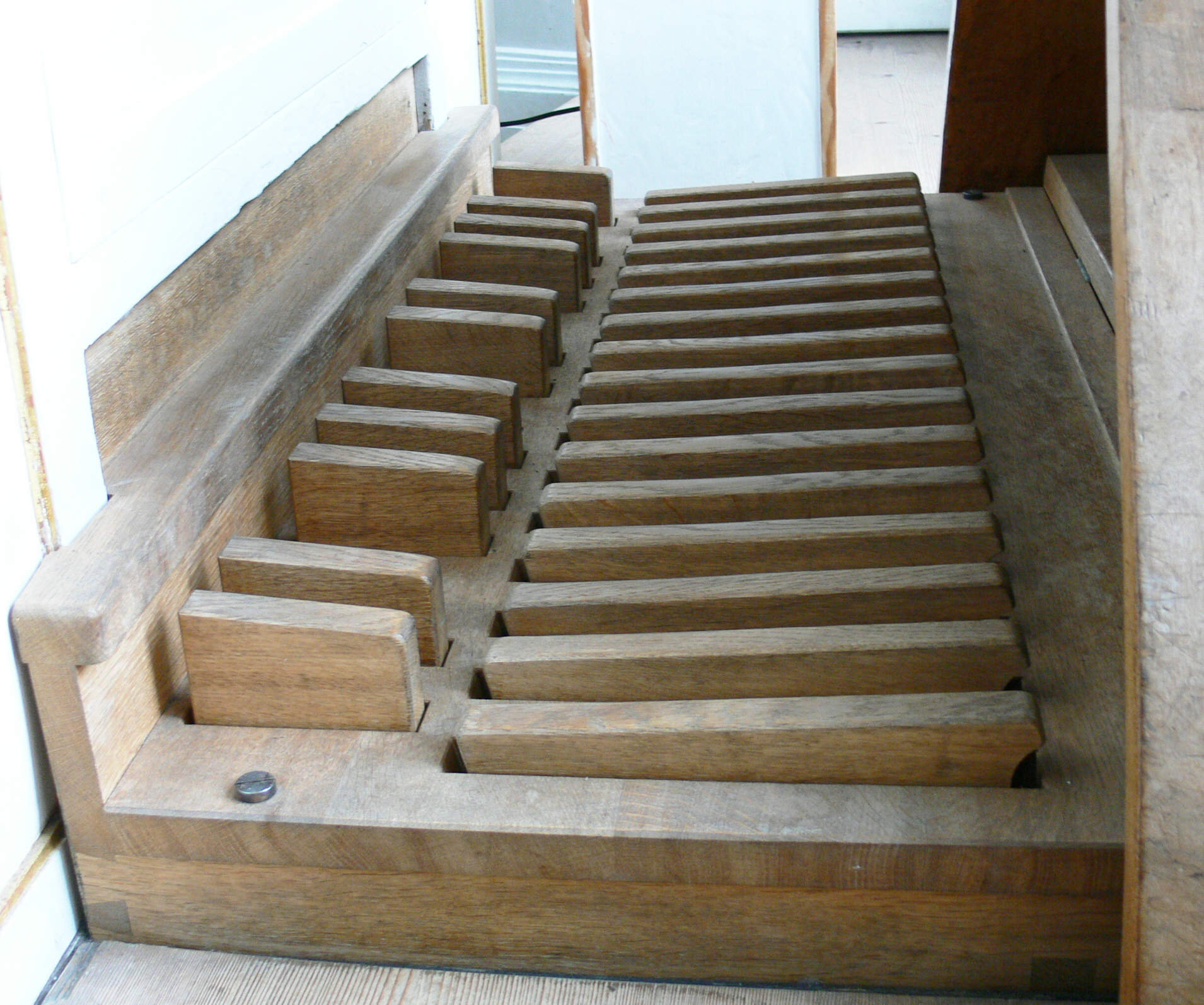
Una pedaliera con i tasti paralleli a bottone di tipo francese.

Verso gli inizi del XVII secolo, però, soprattutto nell'area tedesca e olandese, si ebbe la necessità di pedaliere con estensione maggiore che arrivarono ad avere fino a 27-30 pedali, ossia con un'estensione di circa due ottave. Disponendo di una pedaliera così ampia, l'organista aveva la possibilità di suonare al pedale una parte completa e autonoma, necessaria per il contrappunto strumentale praticato dai tedeschi e dai fiamminghi; si prenda per esempio Johann Sebastian Bach (1685-1750), ma già anche Dietrich Buxtehude (1637-1707) o Nicolaus Bruhns (1665-1697), che scrissero pezzi per organo in cui l'importanza della pedaliera è pari a quella delle tastiere.
Johann Christian Kittel, allievo di Johann Sebastian Bach, informa che, almeno sino alla fine del Settecento, la regola era di suonare la pedaliera solamente con le punte dei piedi. L'uso dei tacchi, infatti, era considerata pratica «da organisti ignoranti e bifolchi, che impastano il suono e rischiano pure di rompere la pedaliera».
Successivamente si cominciò a suonare la pedaliera non solo con le punte, ma anche con il tacco, tecnica che si ritrova già comunemente nei metodi per organo della seconda metà del '700. Fino a al primo Ottocento la pedaliera aveva solo la forma del tipo conosciuto come tedesco, cioè piatta e con i pedali paralleli: questa forma favorisce l'utilizzo delle sole punte e la distanza costante fra le aste permette di trovare i pedali con facilità. Nel 1855 l'inglese Henry Willis, insieme all'organista e compositore inglese Samuel Sebastian Wesley, costruì e brevettò un nuovo tipo di pedaliera: la pedaliera radiale concava, che risultava più comoda da suonare rispetto alla pedaliera piatta e con i tasti paralleli.
In realtà il nuovo tipo di pedaliera veniva incontro al modo di suonare degli organisti romantici: siccome il nuovo gusto, contrariamente a quello dei secoli passati, richiedeva un legato fluido fra una nota e l'altra, come al pianoforte, gli organisti avevano cominciato ad alternare il tallone alla punta e il nuovo tipo di pedaliera facilitava proprio il legato fra punta e tacco. Bisogna comunque notare che molti compositori romantici francesi disponevano di pedaliere con tasti paralleli di organi precedenti, e in ogni caso la pedaliera radiale non è strettamente necessaria per suonare la musica romantica.

## La pedaliera oggi

### Negli organi moderni
Nella maggior parte degli organi moderni, il tipo di pedaliera adottato è quello della pedaliera concavo-radiale, detta anche a ventaglio, secondo alcuni più comoda rispetto al tipo tedesco. Tale tipologia di pedaliera non si usa tuttavia né in Germania, né in Francia. Solitamente, negli organi a canne attualmente in uso, la pedaliera consta di 30 o 32 note; in diversi organi Hammond e in organi a canne più antichi si trovano pedaliere di 25 note. Negli organi elettronici di tipo "spinetta" si trova una pedaliera ridotta di sole 13 note. 
Negli organi a canne e digitali-liturgici, al di sopra della pedaliera di fianco alle staffe è frequente trovare dei pistoncini o dei pedaletti da azionare con i piedi che inseriscono le varie combinazioni di registri o le unioni.
Attualmente, le tipologie di pedaliera più usate sono le seguenti:

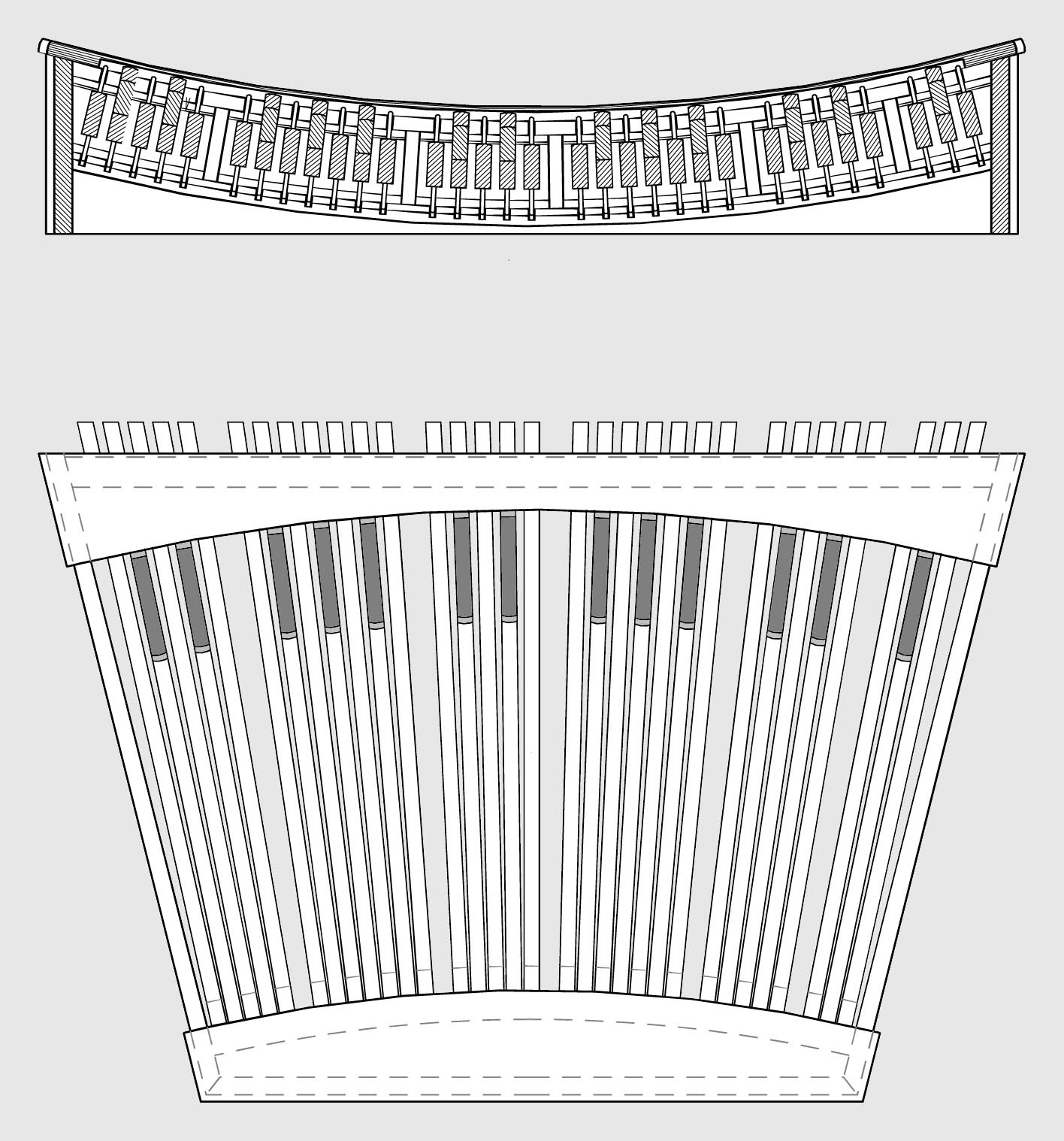
Concavo-radiale (specifiche AGO)
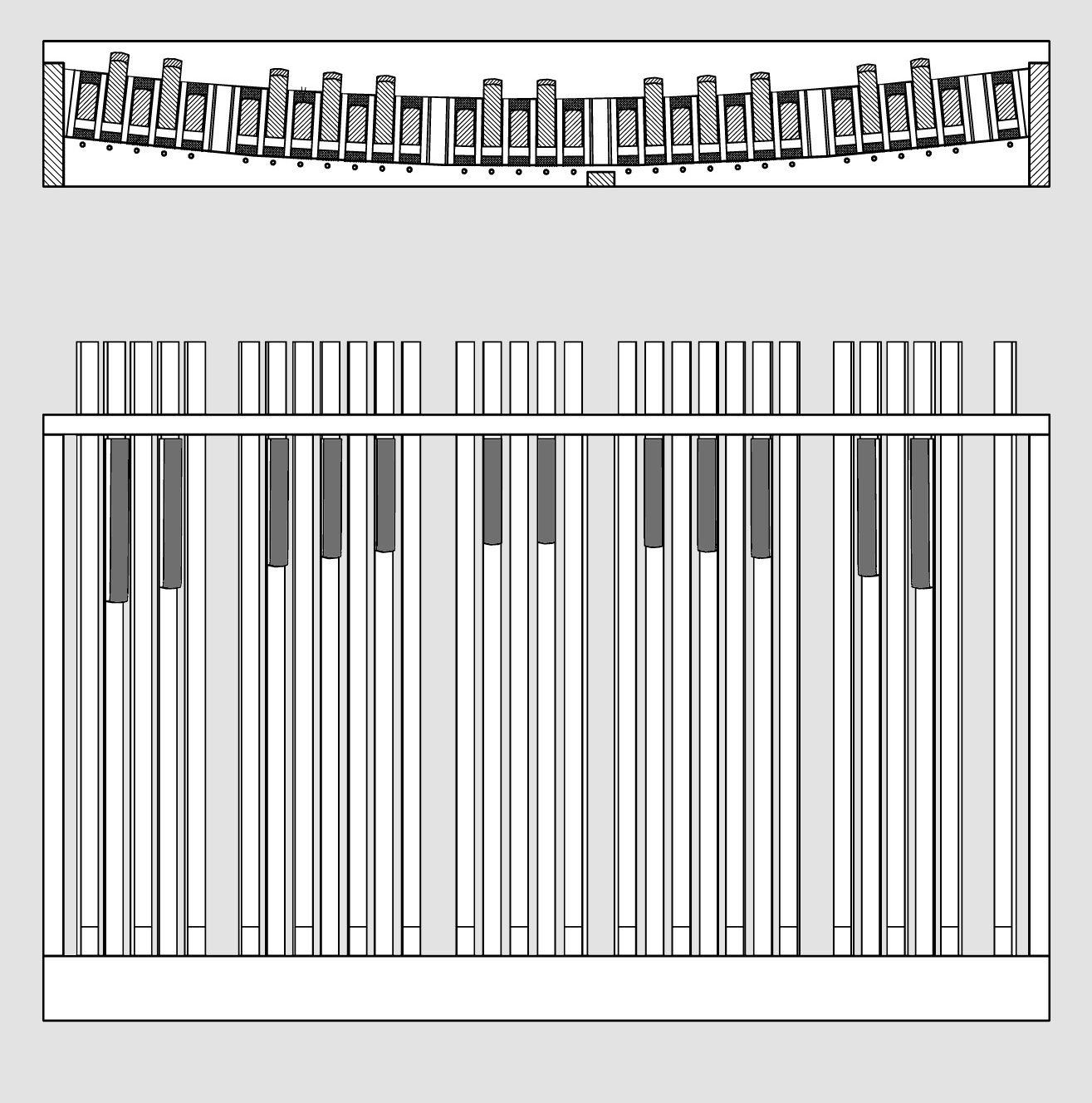
Concavo-parallela (specifiche BDO)
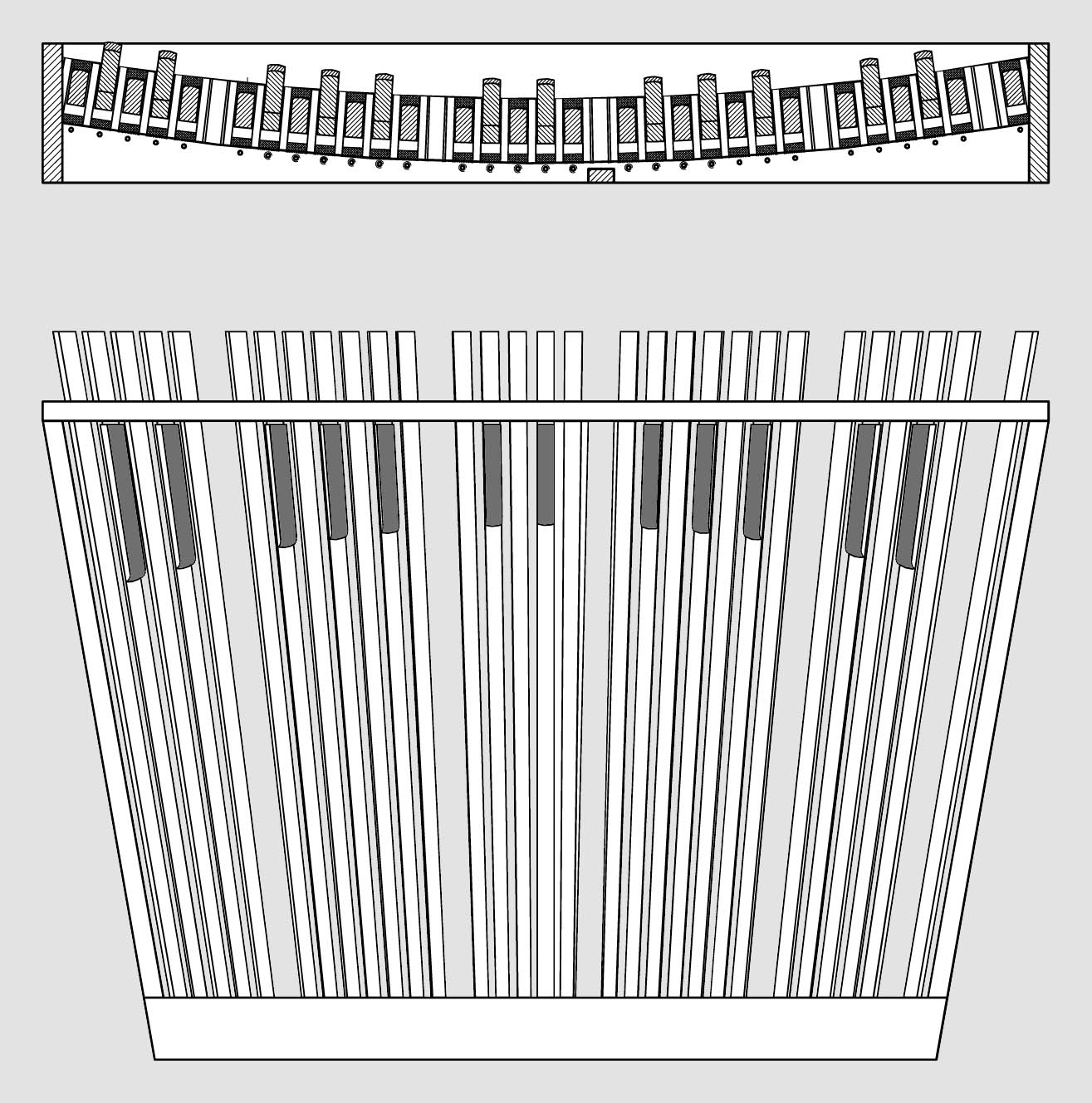
Concavo-radiale (specifiche BDO)

### Nei clavicembali e nei pianoforti

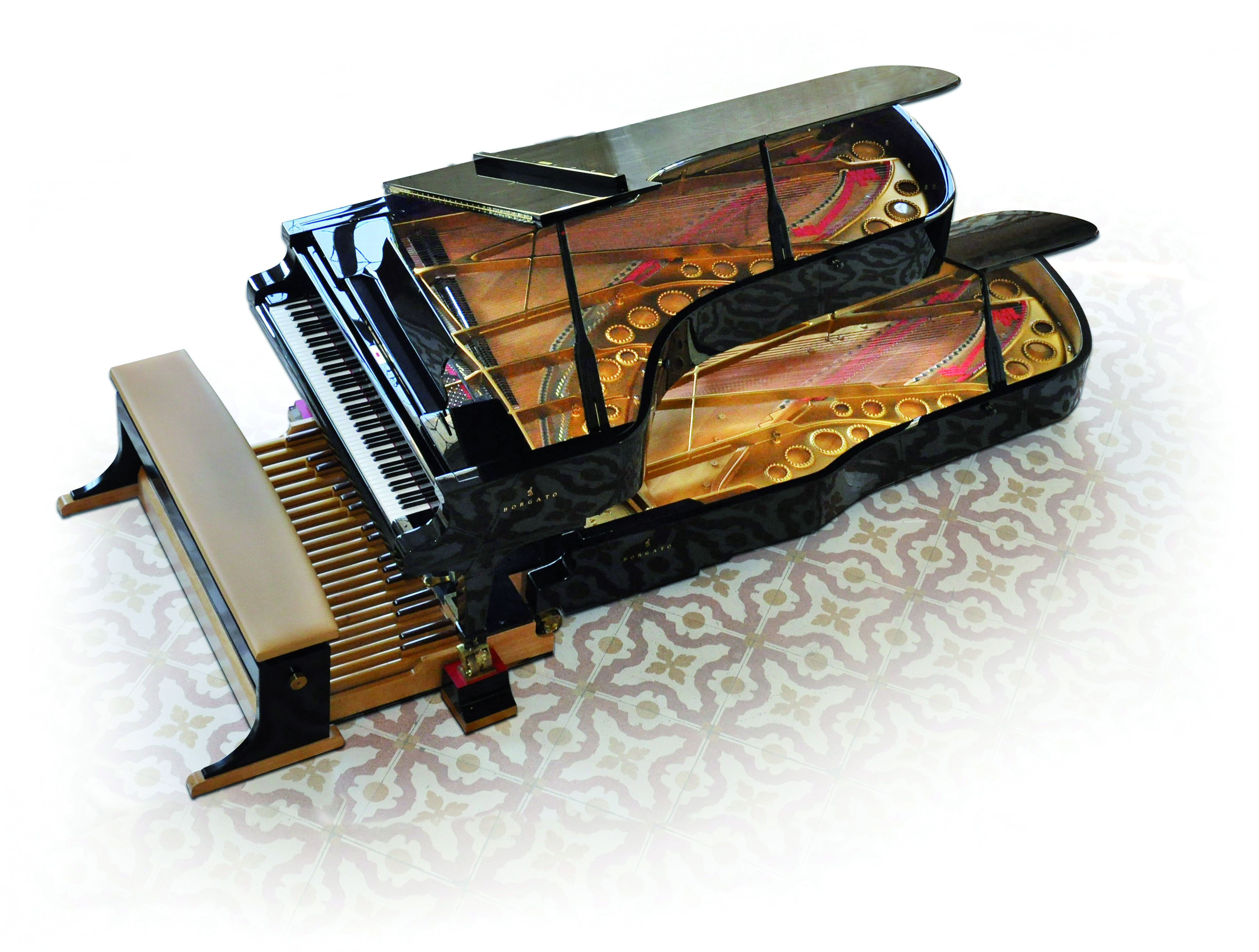
Pianoforte a pedaliera ideato da Luigi Borgato.

A partire dall'epoca barocca, anche ai clavicembali e ai clavicordi, per varie esigenze, fu applicata una particolare pedaliera, sempre con i tasti paralleli fra di loro, con una cassa di risonanza propria che veniva inserita sotto lo strumento. Nei pianoforti, invece, la pedaliera diventava parte integrante dello strumento ed era anche qui con i tasti paralleli. Tuttavia, è raro trovare sia clavicembali che pianoforti storici con pedaliera, nonostante alcune composizioni fossero espressamente scritte per questi strumenti.